# Jardín Botánico Alpino del Monte Cenis
La Jardín Botánico Alpino del Monte Cenis en francés : Jardin botanique de Mont Cenis, es un jardín botánico, alpinum especializado en plantas alpinas que se encuentra en el Mont Cenis sobre la población de Lanslebourg-Mont-Cenis, Francia.

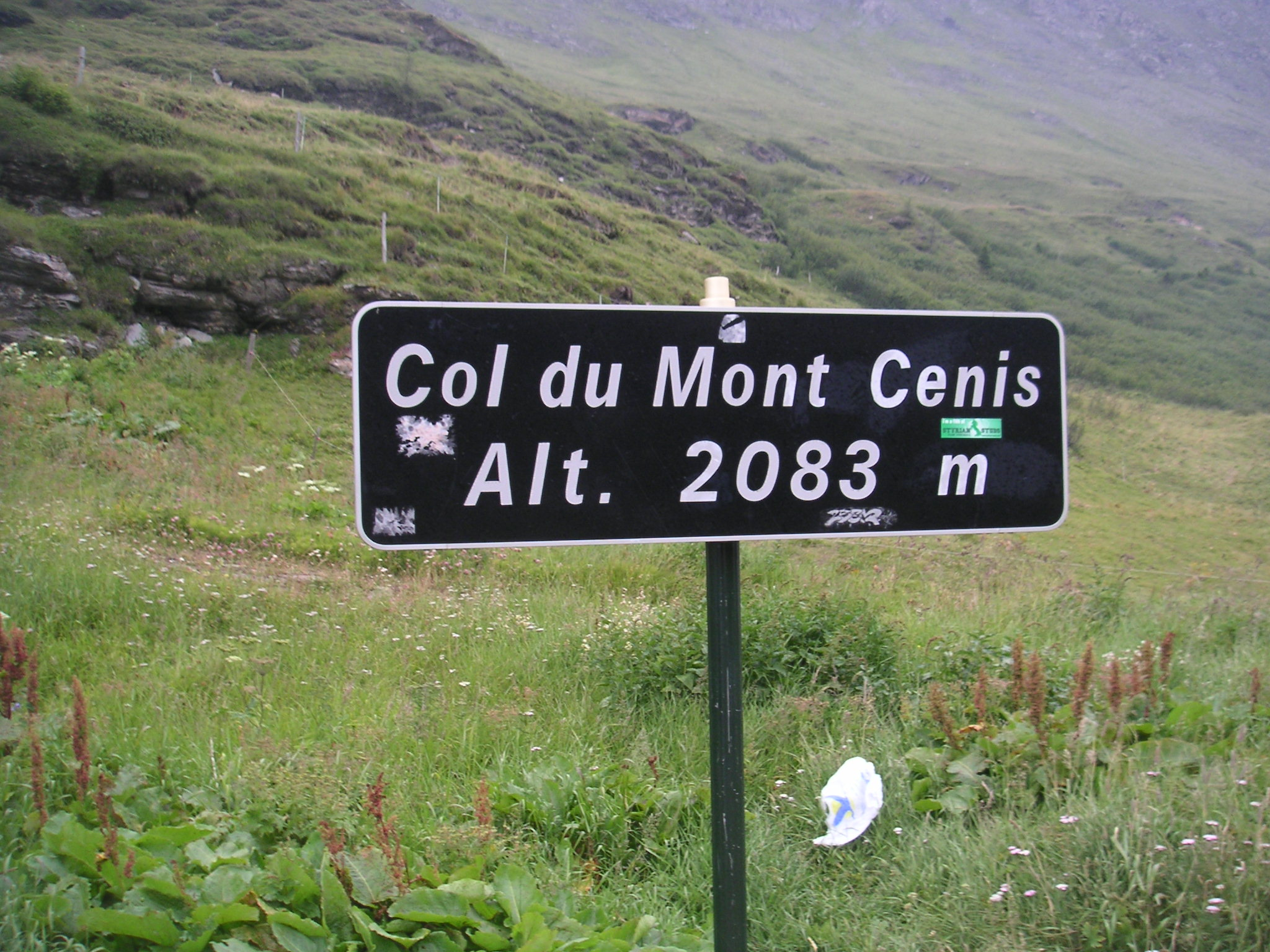
Placa indicadora del puerto de montaña de Mont Cenis.

## Localización
Jardin botanique de Mont Cenis Lanslebourg-Mont-Cenis, Département de Savoie, Rhône-Alpes, France-Francia.
Planos y vistas satelitales, 45°15′37″N 6°54′3″E / 45.26028, 6.90083
Está abierto a diario en los meses cálidos del año. 

## Historia
El lugar del monte Cenis posee un rico patrimonio natural tanto a nivel florístico como faunístico. 
Es por su riqueza de flora lo que atrajo a numerosos botánicos italianos. Carlo Allioni, botánico piamontés, venía a herborizar en los alrededores del col del Mont Cenis y asignó el nombre latino "cenisia" , significando "del Mont-Cenis" a un determinado número de especies. 
Así mismo se dedicaron también otras especies a estos famosos botánicos italianos tal como la "Campanula de Allioni". Este lugar de excepción así se volvió una de las cunas de la botánica y dio su nombre a seis especies de plantas. 
Antes de la llegada de Robert Fritsch (Padre Fritsch), el jardín correspondía más bien a un lugar de reunión para los botánicos. Su muy fuerte interés para la flora le llevó al corazón del macizo del Mont-Cenis a la investigación de especies que debían introducirse en el jardín. 
Creado en el 1976 a una altitud de unos 2000 m s. n. m., con la intención de preservar la Flora alpina de esta región, y pudo realizarse gracias al apoyo de la Comuna de Lanslebourg, de la Asociación de los Amigos del Monte Cenis y de la Sociedad de Historia Natural de Saboya. El jardín no tenía entonces más que un pequeño perímetro y su mantenimiento lo hacían voluntarios de la "Asociación de los Amigos del Mont-Cenis". 
No es hasta el año de 1989 en el que verdaderamente comenzó el desarrollo del jardín, gracias al lanzamiento del proyecto de los "Cols Verts" ("Puertos de montaña Verdes "), proyecto de valorización de dos grandes cols: el « col du petit Saint Bernard » (col del pequeño San Bernardo) y el del Mont Cenis. Fue creado un Grupo de Trabajo y así se emprendieron distintas adaptaciones incluida la ordenación del Jardín Alpino.
Durante algunos años, el jardín alpino del Mont Cenis estuvo en un estado de casi abandono pero desde 2006 nació una verdadera voluntad de crear una oferta turística coherente sobre el lugar del Mont Cenis de acuerdo con los distintos protagonistas del proyecto: el Municipio de Lanslebourg y el Parque nacional de la Vanoise.
En este sentido, se llevó para determinar los grandes ejes del desarrollo futuro del jardín con el fin de conservar esta vocación de descubrimiento de la flora local, y también se orientó un estudio el jardín hacia la problemática de las relaciones entre el hombre y la planta que se efectúa desde hace siglos. 
Se realizaron algunos trabajos de rehabilitación, se establecieron recientemente paneles así como terminales móviles. Estas adaptaciones tienen por objeto presentar de manera lúdica los distintos medios naturales que se encuentra sobre el lugar del Mont Cenis así como la utilización, las virtudes y otras propiedades de las plantas presentes en el jardín. 

## Colecciones
Actualmente alberga unos 800 especímenes representando la Flora alpina de la zona.
- Especies denominadas con el nombre de monte Cenis Campanula cenisia, Koeleria cenisia, Ononis cenisia, Pedicularis cenisia, Poa cenisia, Viola cenisia.

Algunas de las especies del "Mont Cenis"

Especies
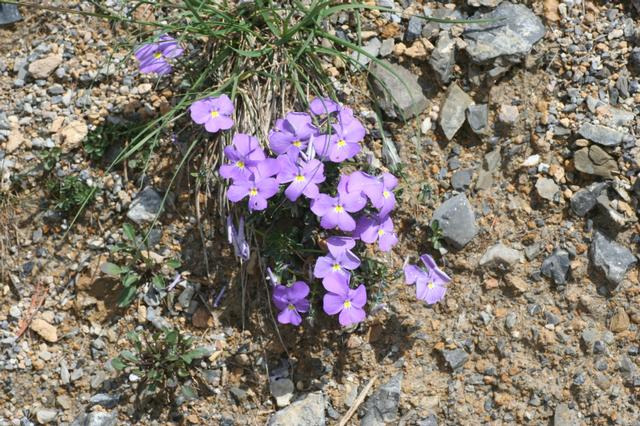
Viola cenisia
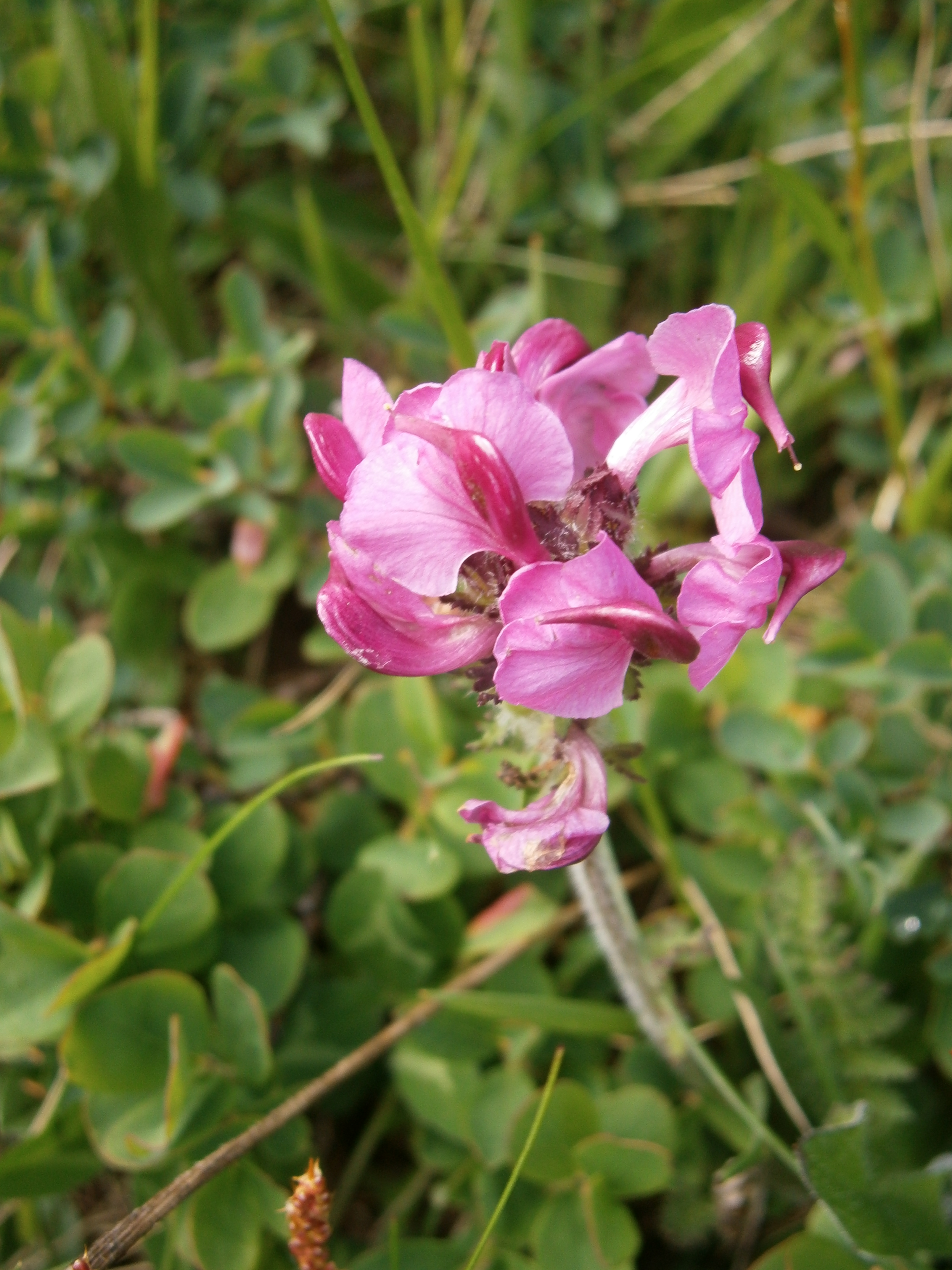
Pedicularis cenisia
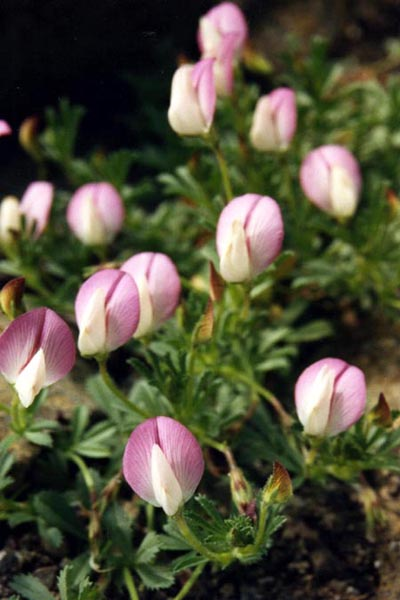
Ononis cenisia.
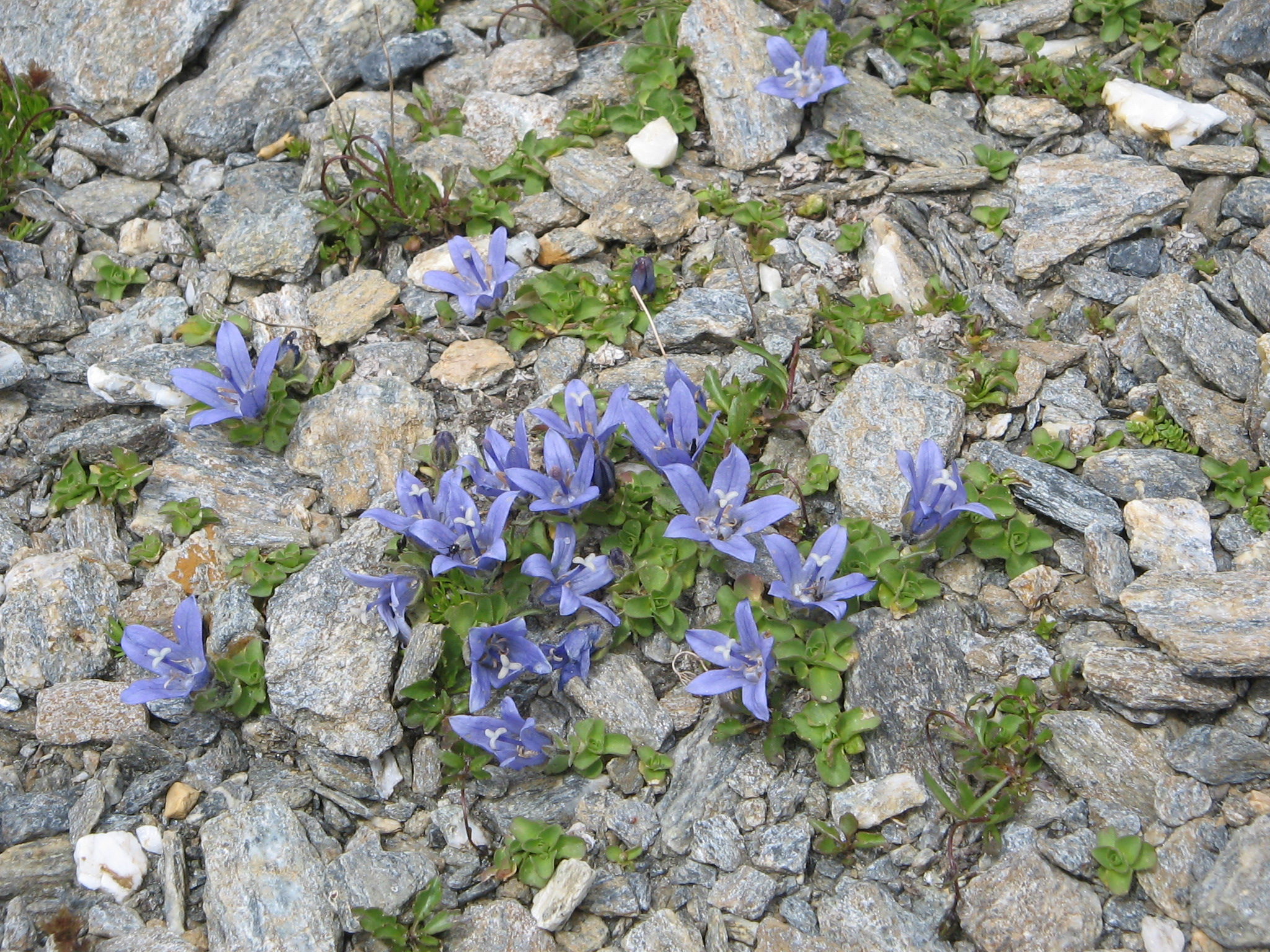
Campanula cenisia.